# Coupe de Belgique masculine de volley-ball
La Coupe de Belgique de volley-ball masculin est une compétition de volley-ball à élimination directe opposant les clubs belges de volley qui évoluent dans les 3 premières divisions nationales. Actuellement, 43 éditions ont déjà eu lieu et le club le plus titré de cette compétition est le Noliko Maaseik avec 14 victoires.

## Palmarès
- 1968 : Brabo Antwerpen
- 1969 : Rembert Torhout
- 1970 : Rembert Torhout
- 1971 : ASUB Bruxelles
- 1972 : Rebels Lier
- 1973 : Rebels Lier
- 1974 : ASUB Bruxelles
- 1975 : Red Star Leuven
- 1976 : VRC Genk
- 1977 : Ibis Kortrijk
- 1978 : VC Turnhout
- 1979 : Ibis Kortrijk
- 1980 : Ibis Kortrijk
- 1981 : Ibis Kortrijk
- 1982 : Kruikenburg Ternat
- 1983 : Ibis Kortrijk
- 1984 : VT Ijsboerke Herentals
- 1985 : VC Lennik
- 1986 : Noliko Maaseik
- 1987 : KVC Zonhoven
- 1988 : Rembert Torhout
- 1989 : Knack Roeselare
- 1990 : Knack Roeselare
- 1991 : Noliko Maaseik
- 1992 : VC Lennik
- 1993 : VC Lennik
- 1994 : Knack Roeselare
- 1995 : Rembert Torhout
- 1996 : HVB Zonhoven
- 1997 : Noliko Maaseik
- 1998 : Noliko Maaseik
- 1999 : Noliko Maaseik
- 2000 : Knack Roeselare
- 2001 : Noliko Maaseik
- 2002 : Noliko Maaseik
- 2003 : Noliko Maaseik
- 2004 : Noliko Maaseik
- 2005 : Knack Roeselare
- 2006 : Knack Randstad Roeselare
- 2007 : Noliko Maaseik
- 2008 : Noliko Maaseik
- 2009 : Noliko Maaseik
- 2010 : Noliko Maaseik
- 2011 : Knack Randstad Roeselare
- 2012 : Noliko Maaseik
- 2013 : Knack Roeselare
- 2014 : Precura Antwerpen
- 2015 : Volley Behappy2 Asse-Lennik
- 2016 : Knack Roeselare
- 2017 : Knack Roeselare
- 2018 : Knack Roeselare
- 2019 : Knack Roeselare
- 2020 : Knack Roeselare
- 2021 : Knack Roeselare
- 2022 : Caruur Volley Gent
- 2023 : Knack Roeselare

## Palmarès par club
| Cl. | Club                     | Nombre de titres | Années de titres                                                                         | Division actuelle |
| --- | ------------------------ | ---------------- | ---------------------------------------------------------------------------------------- | ----------------- |
| 1   | Knack Randstad Roeselare | 15               | 1989, 1990, 1994, 2000, 2005, 2006, 2011, 2013, 2016, 2017, 2018, 2019, 2020, 2021, 2023 | D1                |
| 2   | Noliko Maaseik           | 14               | 1986, 1991, 1997, 1998, 1999, 2001, 2002, 2003, 2004, 2007, 2008, 2009, 2010, 2012       | D1                |
| 3   | Ibis Kortrijk            | 5                | 1977, 1979, 1980, 1981, 1983                                                             | Disparu           |
| -   | Rembert Torhout          | 4                | 1969, 1970, 1971, 1988, 1995                                                             | D3                |
| 5   | Volley Asse-Lennik       | 4                | 1985, 1992, 1993, 2015                                                                   | Disparu           |
| 6   | HVB Zonhoven             | 2                | 1987, 1996                                                                               | Disparu           |
| -   | Rebels Lier              | 2                | 1972, 1973                                                                               | Disparu           |
| 8   | VC Turnhout              | 1                | 1978                                                                                     | Disparu           |
| -   | Kruikenburg Ternat       | 1                | 1982                                                                                     | D3                |
| -   | VT Ijsboerke Herentals   | 1                | 1984                                                                                     | Disparu           |
| -   | Wara Genk                | 1                | 1976                                                                                     | D4                |
| -   | Red Star Leuven          | 1                | 1975                                                                                     | Disparu           |
| -   | ASUB Bruxelles           | 2                | 1971, 1974                                                                               | Disparu           |
| -   | Brabo Antwerpen          | 1                | 1968                                                                                     | Disparu           |
| -   | Precura Antwerpen        | 1                | 2014                                                                                     | Disparu           |
| -   | Caruur Volley Gent       | 1                | 2022                                                                                     | D1                |